# Classe Minerva

La corvette de classe Minerva  est une classe navires de la Marina militare. Cette classe a été construite en deux lots de quatre unités au cours des années 1980 et 1990. Les navires ont une vitesse et un armement comprenant un canon polyvalent de 76 mm, mais, en raison de leur vocation sur la guerre anti-sous-marine, ces navires manquent de capacités de missiles anti-navires. Ces unités sont conçues pour fonctionner dans les zones côtières. Leurs principales missions comprennent la police maritime, la patrouille, la protection des pêches et la formation des commandos navals.

## Historique
Les huit corvettes de classe Minerva sont des unités d'escorte navale fabriquées en deux séries pour la marine italienne par Fincantieri au Cantiere navale del Muggiano et au Cantiere navale di Riva Trigoso. Elles sont entrées en service entre la seconde moitié des années 1980 et le début des années 1990 pour remplacer les unités de la classe Albatros datant des années 1950 et celles de la classe De Cristofaro qui étaient sur le point de boucler un cycle de vingt ans d'activité intense.
Quatre navires de cette classe, à savoir Minerva, Urania, Danaide, Sibilla, ont été vendus entre 2015 ET 2019 à la Garde côtière du Bangladesh. Ces navires ont été reclassifiés comme navires de patrouille offshore de classe Leader. Avant la livraison, les armes et les systèmes de capteurs de chaque navire ont été retirés et remplacés par un canon Oerlikon KBA de 25 mm et des capteurs modernes adaptés aux fonctions de garde-côtes. Un héliport a été ajouté à l'arrière de chaque navire pour accueillir un hélicoptère de recherche et de sauvetage.

## Unités de la Garde côtière du Bangladesh
| Nom     | N° de série | Lancement | Statut                                                                | Photo |
| ------- | ----------- | --------- | --------------------------------------------------------------------- | ----- |
| Minerva | F 551       | 1987      | Vendu en 2016 à la Garde côtière du Bangladesh CGS Syed Nazrul (PL71) |       |
| Urania  | F 552       | 1987      | Vendu en 2017 à la Garde côtière du Bangladesh CGS Mansoor Ali (P73)  |       |
| Danaide | F 553       | 1988      | Vendu en 2017 à la Garde côtière du Bangladesh CGS Kamruzzaman (P74)  |       |
| Sibilla | F 558       | 1991      | Vendu en 2016 à la Garde côtière du Bangladesh CGS Tajuddin (P72)     |       |

## Galerie

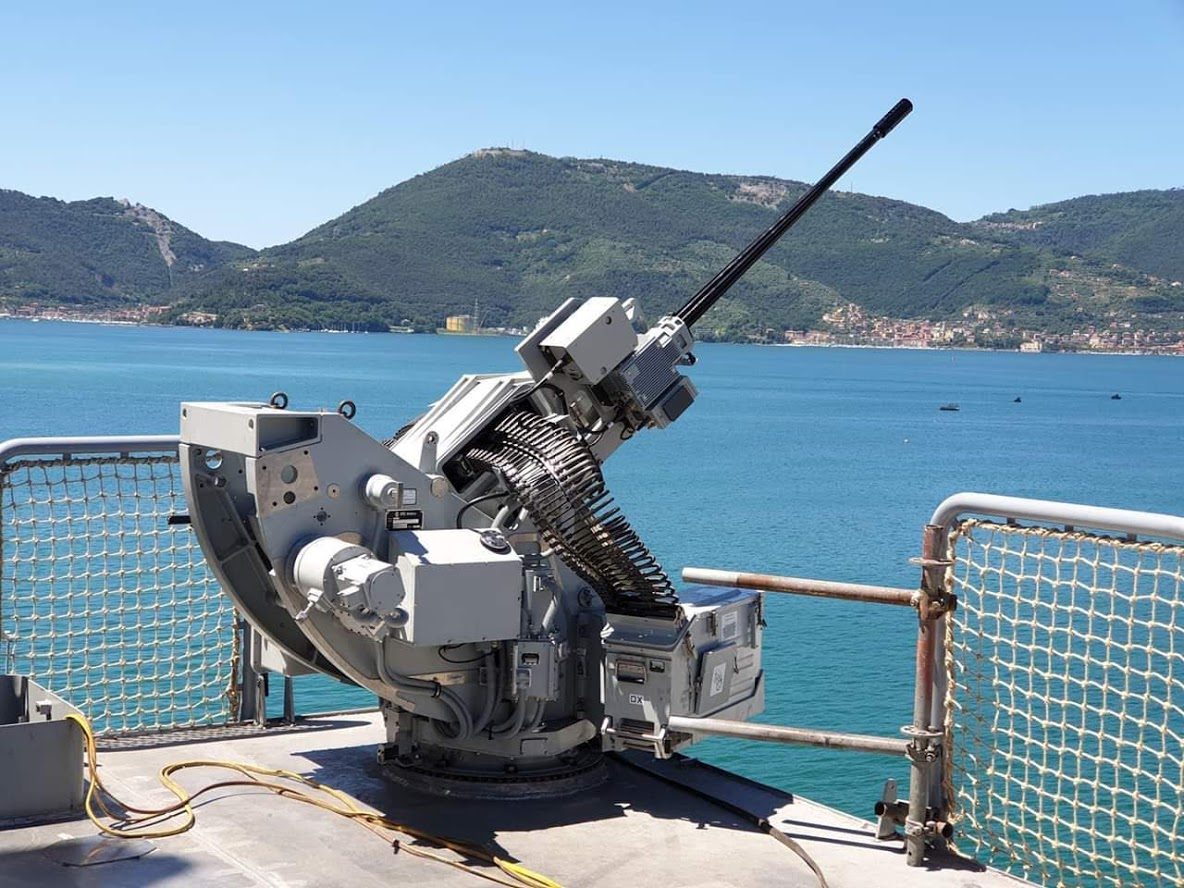
Canon Oerlikon de 25 mm
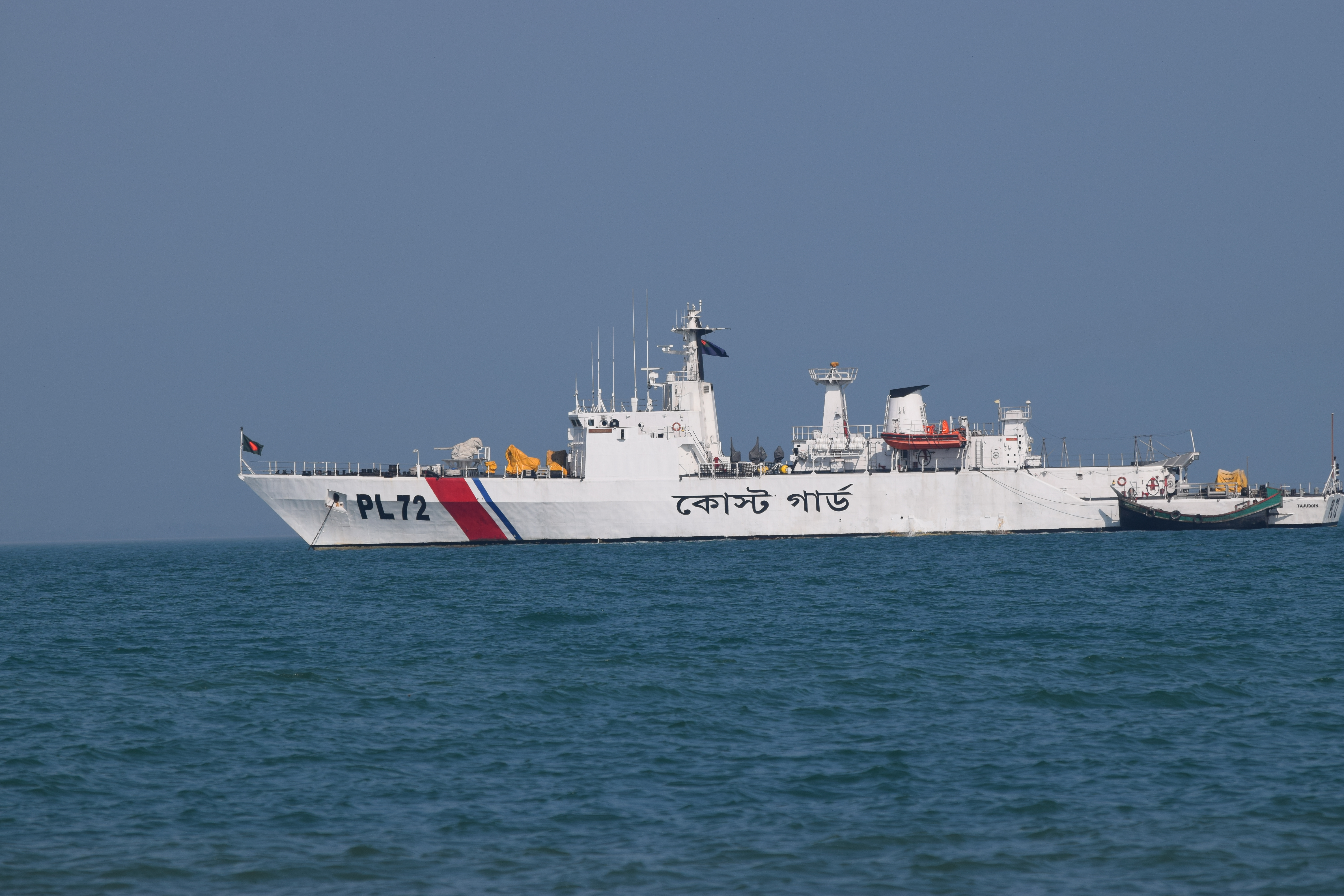
CSG Tajuddin (PL72)
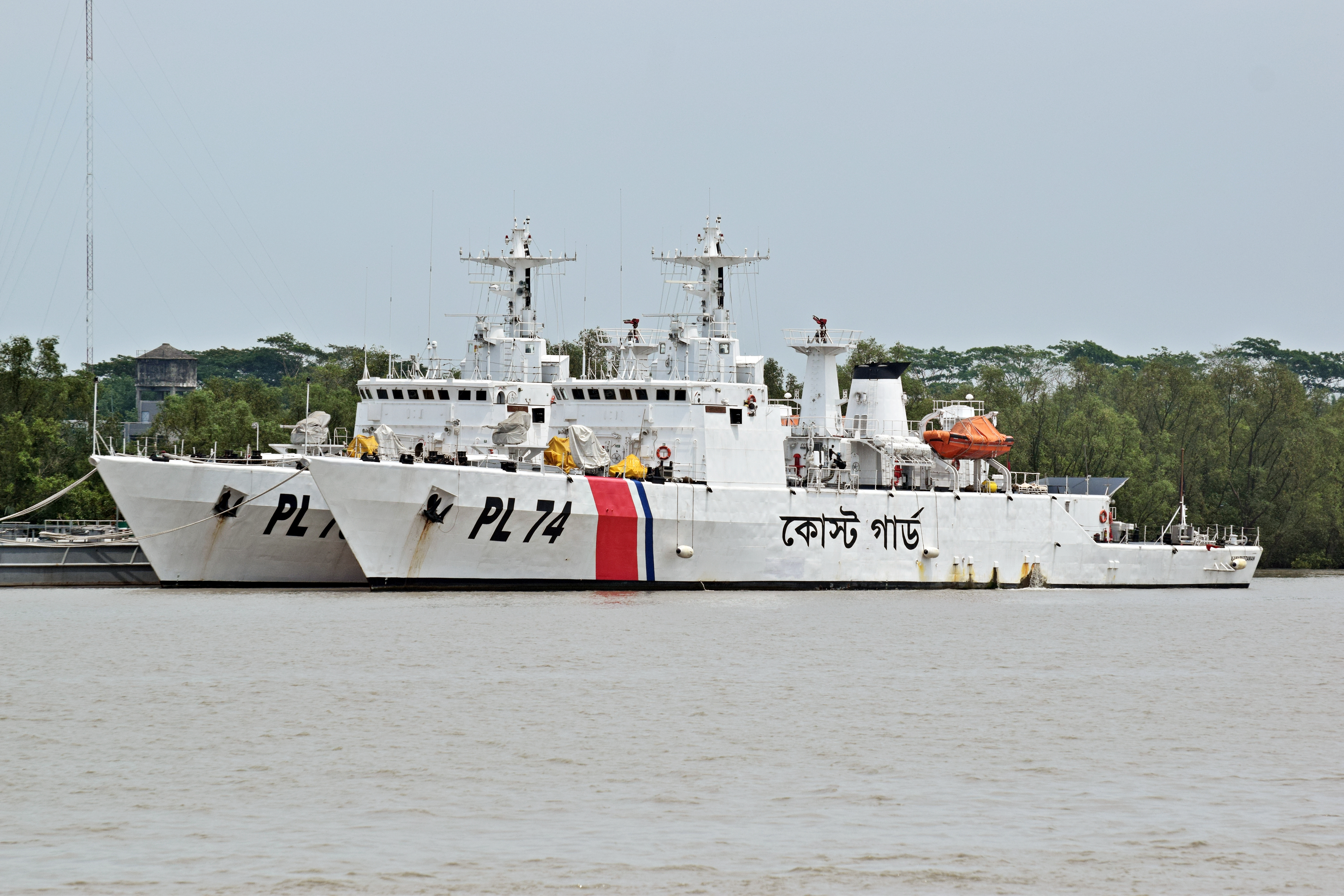
CGS Kamaruzzaman (PL74)